# Белое и чёрное
«Белое и чёрное» (исп. Lo blanco y lo negro) — мексиканская 140-серийная мелодрама с элементами драмы 1989 года производства Televisa.

## Сюжет
Анхель де Кастро является одним из самых могущественных и влиятельных людей в Мексике. Он женат на Каролине, красивой женщине, при свадьбе они друг другу поклялись не изменять верность. У семьи подрастают дети Алисия, Альма, Армандо и Андрес, вот Армандо заявил родителям, что будет учиться на адвоката, а Андрес заявил, что будет учиться на специалиста в области сельского хозяйства. Альма влюблена в Рауля, но Анхель де Кастро, её отец против их отношений. Алисия прекрасно учится в области философии и литературы, но она идёт только в институт и обратно, больше она никуда не ходит из-за страхов и кошмаров и периодически она никуда не выходит из комнаты. Помочь Алисии может только профессор по психологии Роберто Ольмедо, влюбившись в неё и помочь преодолеть все невзгоды в жизни.

## Создатели телесериала

### В ролях
- Эрнесто Алонсо — Анхель де Кастро/Сильвио де Кастро
- Лупита д'Алессио — Вероника Монтес
- Эльса Агирре — Каролина де Кастро
- Марко Муньос — Армандо де Кастро
- Мариана Леви — Альма де Кастро
- Себастьян Лигарде — Андрес де Кастро
- Омар Фьерро — Рауль Алькасар
- Гильермо Муррай — Гильермо Алькасар
- Рафаэль Амадор — Сесар Морелли
- Ана Луиса Пелуффо — Одетте
- Эмилия Карранса — Ракель де Алькасар
- Рафаэль Санчес Наварро — Роберто Ольмедо
- Марсела Паэс — Алисия де Кастро
- Хорхе Варгас — Хулио Канту
- Исабела Корона — Киталли
- Вики де ла Пиедра — Фелиса
- Мигель Мансано — Дон Кастро
- Мерле Урибе — Елена
- Фелисия Меркадо — Дебора Лаваль
- Оскар Бонфильо — Хавьер Баутиста
- Наилея Норвинд — Сельма Алькасар
- Маурисио Феррари — Карлос Алькасар
- Марио Касильяс — Рамон Феррейра
- Ракель Ольмедо — Соледад
- Хулио Ахуе — Маноплас
- Марсела де Галина — Ирене О'Леаль
- Фернандо Роблес — Хасинто Фикередо
- Мария Эухения Риос — Раймунда
- Роберто Кобо — Пепе Матеос
- Сесилия Ромо — Кристина Карвахаль
- Тони Браво — Луис Сото
- Тоньо Инфанте — Киприано Санчес
- Марио де Хесус Гарфиэль — Мудо
- Адальберто Парра — Эстебан
- Карлос Кардан — Хуан
- Корнелио Лагуна — Самуэль
- Анхель Карпинтейро — Хорхе
- Анхелес Марин — Мария
- Клементина Гауди — Эстер
- Марта Патрисия — Джанетт
- Рамон Менендес — Рене Лаваль
- Эктор Саэс — лейтенант Ларриос
- Фелипе Гонсалес — Хайме
- Мария Рохо — Андреа
- Хильберто Роман — Тони
- Армандо Сандоваль — Виктор
- Гиованни Корпораль — Сеньор Левес
- Мария Регина — Марсия
- Мария Сарфатти — доктор Руис
- Роберто Руй — убийца
- Луси Канту — Клара
- Марио Сауре — Рей
- Лусия Кастель — Консуэло
- Марина Марин — Криолья
- Ригоберто Кармона — поэт
- Росси Наварро — заключённая женской тюрьмы
- Оралия Ольвера
- Марсело Крус — Антон Лин
- Попе Бесси Келорио
- Перла де ла Роса
- Роберто Антунес
- Клаудио Баэс
- Рауль Кастро
- Инес Хакоме

### Административная группа
- оригинальный текст: Фернанда Вильели
- либретто': Лила Иоланда Андраде
- музыкальная тема заставки: Quién te crees tú
- вокал: Лупита д’Алессио
- художник-постановщик: Исабель Часаро
- начальник места проживания актёров: Ариэль Бианко
- начальники производства: Херардо Лукио, Тере Анайя
- координатор производства: Гуадалупе Куэвас
- осветитель на съёмках: Серхио Тревиньо
- оператор-постановщик: Хесус Акунья Ли
- режиссёры-постановщики: Хулио Кастильо, Филиппе Аманд Пенья

## Награды и премии

### TVyNovelas(1 из 1)
| Категория               | Персона        | Результат |
| ----------------------- | -------------- | --------- |
| Лучший выдающиеся актёр | Эрнесто Алонсо | Победа    |